# Uljana repica
Uljana repica (olaj, lat. Brassica napus) je industrijska biljka iz porodice krstašica; u divljini nije poznata. Uzgaja se radi sjemena koje sadrži oko 40 % ulja i 20 % bjelančevina.
Ulje iz sjemenki koristi se za proizvodnju prehrambenog ulja, ali i biodizela. U prosjeku jedan hektar zasijane uljane repice može dati 400 litara biodizela.
Uljana repica je treći najveći izvor za dobivanje biljnog ulja u svijetu, iza soje i palme uljarice, a također je drugi glavni izvor proteinske hrane iako čini tek petinu proizvodnje prvog glavnog izvora, soje.
U Europi se uzgaja i kao krmno bilje, i to za zelenu krmu u svježem stanju. Koristi ju se i za silažu. Njeni nusproizvodi se koriste za krmne smjese. Koristi se i u ratarstvu, za zelenu gnojidbu. U poljodjelstvu se koristi za plodosmjenu, u smjeni uzgoja pšenice i kukuruza.
Najveći proizvođači uljane repice su zemlje Europske unije, Kanada, SAD, Australija, NR Kina i Indija.
U Hrvatskoj je najrasprostranjenija ozima uljana repica.

## Varijeteti
- Brassica napus var. pabularia (DC.) Holub
- Brassica napus var. rapifera Metzg.

## Sinonimi
Postoje mnogobrojni sinonimi, ukupno 105.
- Polje uljane repice.
- Cvijet uljane repice.